# 第13986号行政命令
第13986号行政命令是美国总统乔·拜登2021年1月20日签署的第二个行政命令，正式名称为“确保根据十年一次的人口普查进行合法和准确的统计和分配”，这项命令推翻了13880号行政命令和特朗普政府的其他政策，这些政策将非公民排除在2020年人口普查的人口普查之外。第13986号行政命令要求非公民在2020年人口普查中被计算在内，无论是为了计算和确定国会的分配。

## 规定
该命令将停止使用2020年人口普查数据和行政记录编制城市街区一级的公民名单。

## 影响
非公民，无论是合法的还是非法的，都不应被排除在各州分配国会席位的人数之外。